# Kum Kum
Kum Kum (わんぱく大昔クムクム?, Wanpaku Omukashi Kumu Kumu) è un anime ideato da Rin Taro e prodotto dalla Sunrise nel 1975 in 26 episodi. Ambientato nella preistoria come Ryu il ragazzo delle caverne, rispetto a questo è indirizzato più verso un pubblico infantile, senza però essere superficiale. La serie è stata trasmessa per la prima volta in Giappone dal marzo 1975 e in Italia dalle televisioni locali nel 1980.

## Trama
Kum Kum (la sigla italiana lo chiama "Kam Kam") è un bambino di 5 anni, figlio del capo del villaggio, ha una sorella adolescente e un fratellino più piccolo che lo segue ovunque vada. Vivono nella tarda età della pietra, laddove un po' fantasiosamente dinosauri preistorici ed esseri umani convivono.
Assieme ai suoi amichetti (tra cui una bimba di nome Nuvoletta, in originale Chiru Chiru) passa felicemente le sue giornate in mezzo alla natura, ed è questa stessa Natura a dar loro le cose semplici ma essenziali della vita, attraverso gli animali, il vento e le nuvole, le corse in mezzo ai prati e strane creaturine rosse, i "Saltacchiotti".
Compito di Kum Kum è quello di crescere. Finisce di frequente in castigo nella grotta a causa delle marachelle e dei guai che combina.
C'è poi il vecchio saggio dalla barba bianca lunga fino a terra da cui spunta una pipa accesa, che vive circondato da libri scritti su tavole di pietra: fa le veci di maestro di scuola per i ragazzini, i quali però spesso e volentieri lo fanno disperare.

## Personaggi
- Kum Kum

il protagonista
- Paru Paru

padre severo ma giusto di Kum Kum
- Maru Maru

madre di Kum Kum
- Furu Furu

sorella maggiore di Kum Kum, innamorata di Roman
- Toru Toru

fratellino di Kum Kum
- Nuvoletta (Chiru Chiru)

amichetta del cuore di Kum Kum. Vive assieme alla sola madre, avendo perduto in tenerissima età il padre.
- Flip (Aaron)

compagno di giochi di Kum Kum, fratello di Jumbo.
- Moki Moki (Chewy)

amico di Kum Kum. Un ragazzo con gli occhi grandi un po' sciocco.
- Jumbo (Goron)

fratello di Flip. Grande e grosso, adibito a fare tutti i lavori pesanti; è considerato un po' lento d'intelletto, ma è in realtà un ragazzo sensibile d'indole poetica.
- Runi (Chaverine)

madre di Nuvoletta, una signora a cui piace chiacchierare.
- Vecchio saggio (Cropedia)

il gran sapiente del villaggio, vive in una grotta circondato da libri scritti su tavole di pietra.
- Roman

figlio del vecchio saggio. Dopo aver litigato col padre, se ne andò via di casa per due anni girando il mondo.
- Shaùra (Sharma)

è l'indovina del villaggio. Indossa una lunga parrucca di capelli neri.
- Sauro

un vecchio brontosauro amico dei bambini
- Saltacchiotti o Piyonkis

piccoli esserini pelosi e saltellanti con un'antenna sulla testa

## Colonna sonora
Sigla iniziale
- KUMU KUMU no uta di Horie Mitsuko

Sigla finale giapponese
- Saurus-kun di Horie Mitsuko

Sigla italiana
- Kum Kum, testo, musica e arrangiamento di Vito Tommaso, cantata da I piccoli antenati[2]

## Doppiaggio
Il doppiaggio italiano è stato effettuato presso la Cooperativa Sincrovox sotto la direzione di Giorgio Favretto che ha curato anche i dialoghi italiani.
| Personaggi     | Voce giapponese | Voce italiana    |
| -------------- | --------------- | ---------------- |
| Kum Kum        | Kazue Tagami    | Sonia Scotti     |
| Furu Furu      | Yōko Asagami    | Annarosa Garatti |
| Paru Paru      | Kosei Tomita    | Rodolfo Bianchi  |
| Maru Maru      | Mitsuko Tomobe  | Alina Moradei    |
| Moki Moki      | Kikuchi Hiroko  | Rino Bolognesi   |
| Jumbo          | Toku Nishio     |                  |
| Roman          | Ryūsei Nakao    |                  |
| Vecchio saggio | Ryuji Saikachi  | Ettore Conti     |
| Nuvoletta      | Teruko Akiyama  |                  |
| Runi           | Naoko Kyoda     | Annarosa Garatti |

## Episodi
| Nº | Titolo italiano Giapponese 「Kanji」 - Rōmaji                                            | In onda          | In onda |
| Nº | Titolo italiano Giapponese 「Kanji」 - Rōmaji                                            | Giapponese       |         |
| 1  | A caccia di nuvole 「オーイ集れ!ぼくらは原始っ子」 - Oi atsumare! bokuraha genshi tsu ko | 3 ottobre 1975   |         |
| 2  | L'uovo di struzzo 「ダチョウになったパルパル」 - Dachō ninatta paruparu                  | 10 ottobre 1975  |         |
| 3  | Il popolo del mare 「南から来た少女メルシー」 - Minami kara kita shōjo merushi           | 17 ottobre 1975  |         |
| 4  | Il pesce arcobaleno 「はねろ!虹色の大魚」 - Hanero! nijiiro no dai sakana                | 24 ottobre 1975  |         |
| 5  | Il figliuol prodigo 「帰ってきた旅の子ローマン」 - Kaette kita tabi no ko roman          | 31 ottobre 1975  |         |
| 6  | Il ruggito del vulcano 「ピョンキーのふしぎな贈り物」 - Pyonki nofushigina okurimono     | 7 novembre 1975  |         |
| 7  | Il coniglio 「ぼくらの村にお湯が出た」 - Bokurano mura nio yu ga deta                    | 14 novembre 1975 |         |
| 8  | La meridiana 「月にのぼったうさぎ」 - Gatsu ninobottausagi                               | 21 novembre 1975 |         |
| 9  | Jumbo e le sue parole 「ゴロンがつくった首かざり」 - Goron gatsukutta kubi kazari        | 28 novembre 1975 |         |
| 10 | Il successore 「クロペディアのあとつぎ探し」 - Kuropedeia noatotsugi sagashi             | 5 dicembre 1975  |         |
| 11 | Sauon il codardo 「おこれ!恐竜サウルス」 - Okore! kyōryū saurusu                         | 12 dicembre 1975 |         |
| 12 | Un fiocco di neve 「冬の神をよぶ雪虫」 - Fuyu no kami woyobu yukimushi                   | 19 dicembre 1975 |         |
| 13 | Grota lo stregone 「謎の魔法使いグロータ」 - Nazo no mahōtsukai gurota                   | 26 dicembre 1975 |         |
| 14 | Piccolo papà 「ファイトだ!小さなお父さん」 - Faito da! chiisa nao tōsan                  | 2 gennaio 1976   |         |
| 15 | Il segreto della zanna di mammut 「マンモスの牙の秘密」 - Manmosu no kiba no himitsu     | 9 gennaio 1976   |         |
| 16 | Chi vuole tornare a casa 「家へなんか帰らない」 - Ie henanka kaera nai                   | 16 gennaio 1976  |         |
| 17 | Sauro scompare 「サウルスが死んだ?」 - Saurusu ga shin da?                               | 23 gennaio 1976  |         |
| 18 | L'orso assassino 「人喰いグマをたおせ!」 - Hitokui guma wotaose!                         | 30 gennaio 1976  |         |
| 19 | La sfida 「出てこいローマン決闘だ!」 - Dete koi roman kettō da!                          | 6 febbraio 1976  |         |
| 20 | Lo spettacolo 「出たあ!山の怪物モンガー」 - Deta a! yama no kaibutsu monga               | 13 febbraio 1976 |         |
| 21 | La battaglia dei Piyonkis 「ピョンキー・ポンキー大決戦」 - Pyonki. ponki dai kessen      | 20 febbraio 1976 |         |
| 22 | Nuvoletta vuola un padre 「チルチルも父さんがほしい」 - Chiruchiru mo tōsan gahoshii     | 27 febbraio 1976 |         |
| 23 | Le tre cornacchie 「いたずらガラスをやっつけろ」 - Itazura garasu woyattsukero           | 5 marzo 1976     |         |
| 24 | I profondi occhi 「シャーマの六つ子こもり歌」 - Shama no muttsu ko komori uta            | 12 marzo 1976    |         |
| 25 | Il cuore spezzato 「ローマンを追いかけろ!」 - Roman wo oi kakero!                        | 19 marzo 1976    |         |
| 26 | Il matrimonio 「フルフルはお嫁さんになった」 - Furufuru hao yomesan ninatta              | 26 marzo 1976    |         |

## Accoglienza
Il noto calciatore argentino Sergio Agüero è soprannominato El Kun, nomignolo datogli dal nonno per la sua somiglianza proprio con il protagonista del cartone animato giapponese.